# Urban Bäckström
Åke Per Urban Bäckström, född 25 maj 1954 i Sollefteå, är en svensk politiker (moderat), civilekonom och företagsledare.

## Levnadsteckning
Efter avbrutna doktorandstudier i nationalekonomi blev Bäckström år 1980 departementssekreterare i dåvarande ekonomidepartementet. Han var efter den borgerliga valförlusten 1982 verksam som chefsekonom för Moderaterna under ett år och innehade under andra hälften av 1980-talet samma post hos Aktiespararna. Under Regeringen Carl Bildt utsågs han till statssekreterare i Finansdepartementet, och den 3 november 1993 utsågs han till riksbankschef från ingången av 1994, och innehade denna post till och med 31 december 2002. Bäckström var verkställande direktör för Skandia Liv 2003–2005 och verkställande direktör för Svenskt Näringsliv 2005–2014.
Bäckström har varit vice styrelseordförande i Nasdaq OMX och styrelseledamot i Danske Bank, Institutet för Näringslivsforskning, i forskningsinstitutet Ratio och i AMF Pension, samt ett antal andra styrelser. Han har även deltagit i flera statliga utredningar.

## Yrkesbefattningar
Bäckström inledde sin karriär som forskningsassistent på Institutionen för Internationell Ekonomi, Stockholms universitet 1978 till 1980. Parallellt med detta var han åren 1979–1980 även lärare i makroteknik vid Nationalekonomiska Institutionen, Stockholms universitet. Därifrån gick han 1980 vidare till ett uppdrag som Departementssekreterare i Ekonomidepartementet varifrån han 1982 tig arbete som chefsekonom för Moderata Samlingspartiet. Åren 1983–1985 var Bäckström vice VD på Hotell Mollberg, Helsingborg. Han blev återigen chefsekonom 1985, denna gång för Aktiespararna, men 1986 gick han tillbaka till arbete som chefsekonom för Moderata samlingspartiet. 
Åren 1989–1991 arbetade Bäckström som VD och vice VD för Consensus Fondkommission innan han 1991 tog arbete som  statssekreterare på Finansdepartementet.
Bäckström var åren 1994–2002 Riksbankschef varifrån han först blev VD för Skandia Liv (2003–2005) och därefter VD för Svenskt Näringsliv (2005–2014).

## Utmärkelser
- H.M. Konungens medalj i guld av 12:e storleken i Serafimerordens band (Kon:sGM12mserafb, 2007) för framstående insatser för svensk penningpolitik[8]
- Ledamot av Kungliga Ingenjörsvetenskapsakademien (LIVA, 2003)[9]
- Hedersdoktor vid Högskolan i Jönköping (2014)[10]